# Demnitate
Demnitate (din latină: dignitas) este starea de mulțumire a unei ființe umane, atinsă prin satisfacerea nevoilor fiziologice și a nevoii de dezvoltare.
Începând cu epoca iluminismului, demnitatea este considerată dreptul unei persoane de a fi apreciată și respectată de dragul ei și de a fi tratată etic. În acest context, ea este importantă în moralitate, etică, drept și politică, iar termenul este folosit pentru a descrie conduita personală ca fiind „un comportament demn”.
Demnitatea este recunoscută și în Declarația Universală a Drepturilor Omului din 1948. În articolul 1 se stipulează că „Toate ființele umane se nasc libere și egale în demnitate și drepturi. Sunt înzestrate cu rațiune și conștiință și trebuie să acționeze unele față de altele în spirit fratern”.

## Utilizare modernă
„Demnitatea” are semnificații descriptive referitoare la valoarea ființelor umane. În general, termenul are diferite semnificații în funcție de context.
În uzul modern obișnuit, cuvântul denotă „respect” și „status” și este folosit pentru a sugera că cineva nu primește un grad adecvat de respect sau chiar că nu se tratează pe sine cu respectul de sine cuvenit.

## Încălcări ale demnității
Demnitatea umană poate fi încălcată în mai multe moduri. Principalele categorii de încălcare includ:

### Umilire
Încălcările demnității prin umilire se referă la acte care reduc stima de sine a unei persoane sau a unui grup. Deși umilirea este dependentă de context, în general avem o înțelegere intuitivă a momentului în care aceasta are loc.
Etimologia cuvântului „umilire” implică, în toate limbile, o orientare spațială descendentă, în care „ceva sau cineva este împins în jos și ținut acolo cu forța”.

### Instrumentalizare sau obiectificare
Acest aspect se referă la tratarea unei persoane ca mijloc pentru atingerea unui alt scop. Conform imperativului moral formulat de Immanuel Kant, oamenii trebuie tratați ca scopuri în sine, având o valoare morală supremă, și nu ca simple instrumente.

### Degradare
Încălcările prin degradare presupun acte care diminuează valoarea ființei umane, chiar dacă sunt realizate cu consimțământ. Aceste practici sunt considerate inacceptabile în societatea modernă (de exemplu vânzarea de sine ca sclav sau plasarea intenționată a deținuților în condiții inumane)

### Dezumanizare
Acestea sunt acte care deposedează o persoană sau un grup de caracteristicile sale umane. Poate implica descrierea sau tratarea lor ca animale sau ca un tip inferior de ființe umane. Acest lucru s-a întâmplat în genocide precum Holocaustul și în Rwanda, unde minoritatea a fost comparată cu insectele.

## Declarația Universală a Drepturilor Omului
„1. Toate ființele umane se nasc libere și egale în demnitate și în drepturi. Ele înzestrațe cu rațiune și conștiință și trebuie să se comporte unii față de altele în spiritul fraternității.
2. Fiecare om se poate prevala de toate drepturile și libertățile proclamate în prezenta Declarație fără nici un fel de deosebire ca, de pildă, deosebirea de rasă, culoare, sex, limbă, religie, opinie politică sau orice altă opinie, de origine națională sau socială, avere, naștere sau orice alte împrejurări.”—Declarația Universală a Drepturilor Omului, Articolele 1 și 2

## Religie
Demnitatea umană este o temă centrală în filosofia creștină. Catehismul Bisericii Catolice afirmă că „demnitatea persoanei umane este înrădăcinată în creația sa după chipul și asemănarea lui Dumnezeu”. Biserica afirmă egalitatea în demnitate a tuturor persoanelor, indiferent de condițiile lor de viață. Această demnitate derivă din iubirea Creatorului pentru ființele create după chipul Său, fiind înălțată prin întruparea și învierea lui Hristos, prin care natura umană a fost părtașă la natura divină. Astfel, demnitatea umană este intrinsecă persoanei, nu derivă din voință sau acțiune.

## Medicină
În secolul XX, demnitatea a devenit un subiect de interes în medicină și cercetarea medicală, în special în contextul bioeticii: inginerie genetică, clonare umană și îngrijirea la sfârșitul vieții.